# Peytonville
Peytonville es una localidad de Trinidad y Tobago, que forma parte de la región de Tunapuna-Piarco.

## Geografía
La localidad abarca parte de la isla Trinidad y limita al norte con O'Meara Road y Malabar (localidades pertenecientes al borough de Arima), al sur y oeste con Carapo y al este con La Horquetta.

## Demografía
Datos demográficos de la localidad de Peytonville:
| Gráfica de evolución demográfica de Peytonville entre 2000 y 2011 |
|                                                                   |